# Dünen von Maspalomas
Die Dünen von Maspalomas (spanisch: Dunas de Maspalomas) sind ein einzigartiges Naturreservat im Süden der Insel Gran Canaria in den Kanarischen Inseln, Spanien. Dieses Naturschutzgebiet umfasst eine Fläche von etwa 404 Hektar und wurde 1987 eingerichtet.

## Beschreibung
Die Dünen von Maspalomas bestehen aus feinem goldenen Sand, der durch den Wind in beeindruckenden Formationen angehäuft wird. Das Gebiet ist ein wichtiger Lebensraum für verschiedene Pflanzen- und Tierarten und spielt eine wesentliche Rolle im ökologischen Gleichgewicht der Region.

## Geschichte
Das Dünengebiet hat sich über Tausende von Jahren entwickelt und ist das Ergebnis natürlicher Prozesse wie Wind- und Wassererosion. Die Dünen von Maspalomas sind auch historisch bedeutend, da sie seit Jahrhunderten ein Orientierungspunkt für Seefahrer sind.

## Flora und Fauna
Die Dünen beherbergen eine vielfältige Flora und Fauna. Zu den typischen Pflanzen gehören Strandhafer und verschiedene sukkulente Arten, die an die trockenen Bedingungen angepasst sind. Bei den Tieren sind insbesondere verschiedene Vogelarten, Reptilien und Insekten zu erwähnen, die in diesem besonderen Ökosystem leben.

## Aktivitäten
Die Dünen von Maspalomas sind ein beliebtes Ziel für Touristen, die die natürliche Schönheit und die Ruhe des Gebiets genießen möchten. Beliebte Aktivitäten sind:
- Wandern: Es gibt zahlreiche Wanderwege, die durch das Dünengebiet führen.
- Fotografie: Die beeindruckenden Landschaften bieten ideale Bedingungen für Fotografen.
- Vogelbeobachtung: Aufgrund der reichen Vogelwelt ist das Gebiet ein Paradies für Ornithologen.

## Schutzmaßnahmen
Um die empfindliche Umwelt der Dünen zu schützen, gibt es verschiedene Maßnahmen. Dazu gehören festgelegte Wege, um die Vegetation zu schonen, sowie Informationskampagnen zur Sensibilisierung der Besucher für die Bedeutung des Naturschutzgebiets.

## Zugang und Einrichtungen
Das Dünengebiet ist leicht zugänglich und befindet sich in der Nähe von touristischen Einrichtungen in Maspalomas. Es gibt mehrere Eingänge und Parkmöglichkeiten für Besucher. Zudem bieten Informationszentren und Schautafeln umfassende Informationen über die Dünen und deren Bedeutung.